# Hôtel Cartier
El hotel Cartier, u hotel Moreau, es una mansión privada ubicada en el n. 8 de la plaza de la Concordia en el 8 distrito de París que alberga el Automóvil Club de Francia junto con el contiguo Hôtel du Plessis-Bellière.

## Histórico
En 1758, el rey de Francia, Luis XV, encargó a su arquitecto, Jacques-Ange Gabriel, que construyera dos fachadas idénticas a ambos lados de la rue Royale en la "Place Louis XV". : la fachada este que fue ocupada por el Hôtel de la Marine, mientras que el primer Hôtel de la Monnaie tomaría posesión de la fachada occidental. Pero esta ubicación finalmente se consideró demasiado alejada del distrito comercial y una decisión del Consejo decidió que el nuevo edificio se levantaría en su ubicación actual, en el Quai de Conti . El terreno detrás de la columnata occidental se dividió entonces en cuatro lotes que fueron cedidos a particulares, con la condición de que levantaran mansiones privadas detrás de la fachada de Gabriel. 
- en el n. 4, el hotel Coislin
- en el n. 6, el Hotel du Plessis-Bellière
- en el n. 8, el Hotel Cartier
- en el n. 10, el Hotel de Crillon

Por la fachada, los hoteles de Plessis-Bellière y Cartier son obra del arquitecto Pierre-Louis Moreau-Desproux. El primero fue construido para David-Étienne Rouillé de l'Étang, escudero, consejero-secretario del rey y tesorero general de los fondos policiales, mientras que Cartier hizo construir el segundo para él.
Propiedad de Pierre-Louis Moreau desde 1772, pasó luego a sus hijas, Mesdames Lambot de Fougères y Chézelles, luego al notario Péan de Saint-Gilles en 1830.
La fachada está catalogada como Monumento Histórico desde 1900.
Desde 1901 es, junto con el Hôtel du Plessis-Bellière, ocupado por la sede del Automóvil Club de Francia. Entre 1898 y 1912, los hoteles de los números 6 y 8 fueron remodelados en un conjunto único por el arquitecto Gustave Rives